# Fawaz Al-Hasawi
Fawaz Mubarak Al-Hasawi (25 ottobre 1968) è un imprenditore kuwaitiano.

## Biografia
Fawaz Mubarak Al-Hasawi è un uomo d'affari kuwaitiano, presidente del Nottingham Forest dal 16 dicembre 2012 (prendendo il posto del cugino Omar Al-Hasawi), al 18 maggio 2017. La famiglia Al-Hasawi è diventata la proprietaria unica del club nell'estate 2012, rimanendola fino al maggio 2017.

### Qadsia SC
Dal 2010 al 2012, Fawaz è stato presidente del Al-Qadisiya Sports Club, uno delle maggiori squadre del Kuwait. Durante la sua presidenza, l'Al-Qadisiya ha vinto due campionati kuwaitiani oltre a due Emir Cup, due Federation Cup e una Supercoppa.

### Nottingham Forest
L'11 Luglio 2012 viene annunciato che la famiglia Al-Hasawi è diventata proprietaria della squadra inglese del Nottingham Forest, comprandola dal patrimonio del precedente proprietario Nigel Doughty, il quale è venuto a mancare il 4 Febbraio dello stesso anno
Al momento dell'acquisizione, il Forest stava trascorrendo una fase di notevole agitazione, dovuta all'improvvisa dipartita del presidente e benefattore Nigel Doughty che ha lasciato così la squadra in un periodo di incertezza finanziaria. Il Nottingham Forest aveva evitato di poco la retrocessione in League One nella stagione precedente e vista l'incertezza riguardanti le sorti del club, avevano portato al Forest solo alcuni giocatori da prima squadra. Un cambio di rotta era necessario, così la famiglia Al-Hasawi non ha esitato a lasciare il segno, licenziando velocemente l'allenatore Steve Cotterill e rimpiazzandolo con Sean O'Driscoll, il quale era già stato allenatore dei Reds. Questo veloce cambiamento, è riuscito a smuovere il mercato in entrata del Forest, portando così al City Ground molti nuovi giocatori, portando il club a spendere più di 6 milioni di sterline.
Il 16 Dicembre 2012 Fawaz Al-Hasawi prende la decisione di accettare l'incarico come presidente del club, succedendo così al cugino Omar Al-Hasawi. Dopo una convincente vittoria per 4-2 contro il Leeds United che lanciò il Forest nella battaglia per una promozione in Premier League, Fawaz spiazza tutti licenziando il manager Sean O'Driscoll e sostituendolo con Alex McLeish, che in passato aveva allenato squadre come l'Aston Villa e il Birmingham City. Il 5 Febbraio 2013 McLeish rescinde consensualmente il suo contratto con il Forest, venendo rimpiazzato da Billy Davies.
Fawaz successivamente si concesse maggiormente alla stampa, rilasciando interviste ai giornalisti sportivi della BBC, e persino parlando di Billy Davies come un Alex Ferguson del Nottingham Forest, dichiarando di voler riportare il Forest nella UEFA Champions League nel futuro. Tuttavia queste dichiarazioni hanno coinciso con un rapporto significativamente diminuito tra il club e i media, dovuto alla serie di divieti imposti da Davies. Nel mese di Marzo 2014, a seguito di una serie di risultati negativi e alla rottura del rapporto tra l'allenatore e Fawaz Al-Hasawi, Billy Davies è diventato il quarto allenatore ad essere licenziato dalla famiglia Al-Hazawi.
Dopo il licenziamento di Davies è stato ampiamente riportato che a Neil Warnock è stata offerta la panchina del Forest, ma Warnock ha rifiutato a causa dell'intenzione di Fawaz di interferire con le scelte tecniche. Fu così annunciato che Gary Brazil, allenatore delle giovanili del Forest, divenne l'allenatore della prima squadra fino alla fine della stagione 2013-14, quando poi si poté ufficializzare l'ingaggio di Stuart Pearce. Fawaz successivamente ha negato di aver offerto un lavoro a Warnock e di aver interferito con le decisioni della squadra.
Il 18 maggio 2017 Evangelos Marinakis, già proprietario dell'Olympiakos, acquista il 100% delle quote del club inglese, ponendo così fine all'era kuwaitiana dopo cinque anni.